# Confederación Deportiva Mexicana

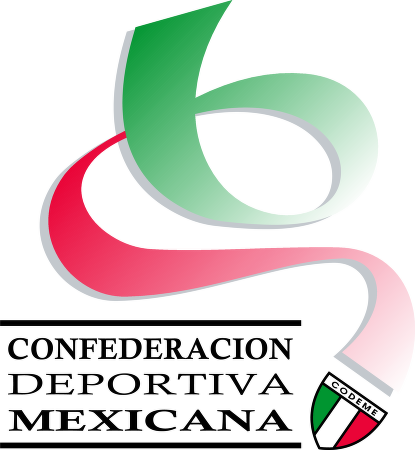
Logo de La Confederación Deportiva Mexicana (CODEME)

La Confederación Deportiva Mexicana es una Asociación Civil fundada el 22 de julio de 1933; integrada por 83 federaciones deportivas existentes en México y 14 organismos afines. Tiene como finalidad la organización y regulación del deporte federado en el país; durante muchos años fue el máximo órgano deportivo, incluso por encima del Comité Olímpico Mexicano, ya que englobaba al deporte amateur y al profesional.

## Historia
El 6 de octubre de 1932 el presidente sustituto de la República, Abelardo L. Rodríguez, decreta la creación del Departamento Autónomo de Educación Física del DF y nombra para dirigirlo al general Tirso Hernández, quien contaba con experiencia en el Comité Olímpico Mexicano y en el área deportiva de la Secretaría de Guerra y Marina. El objetivo de dicha institución era unificar los mandos deportivos y extender la práctica del deporte a nivel nacional.
El Gobierno Federal como parte de la política de desarrollo del país, a través de la Dirección General de Educación Física y con el apoyo de las autoridades de la SEP y de la Secretaría de Guerra y Marina, convoca a los estados de la república a organizar sus competencias deportivas estatales para obtener a su respectivas selecciones y enfrentarlas en un Campeonato Nacional Amateur.
Uno de los primeros pasos para lograr el objetivo planteado, fue la división del país en 32 zonas deportivas, (los entonces 28 estados, el Distrito Federal y los tres territorios federales).
Correspondió a los generales Joaquín Amaro Domínguez, Tirso Hernández, Patricio Sánchez (quien ideó el organismo originalmente) y Marte R. Gómez la coordinación del proyecto para la asamblea constitutiva de un órgano que aglutinara el deporte organizado del país.
Finalmente el 22 de julio de 1933, 43 delegados de todo el país, encabezados por Juan de Dios Bojórquez se reunieron en asamblea dentro del salón de cabildos del Antiguo Ayuntamiento de la Ciudad de México y constituyeron la Confederación Deportiva Mexicana, teniendo como parte culminante del evento, la firma del decreto presidencial por parte de Abelardo L. Rodríguez. 
Entre las características marcadas por el estatuto fundacional estaban:
- Se integrará con un representante del Presidente de la República que fungirá como presidente del Consejo, un representante por cada una de las Secretarías y Departamentos de Estado, y los representantes necesarios de los organismos privados más importantes del país, dedicados a la cultura física y al deporte.

- Su jurisdicción será federal, y su objeto, coordinar las actividades relacionadas con la educación física y los deportes entre los organismos oficiales sostenidos por la Federación y particulares, propugnando por la unidad de método; cuidará la decorosa participación de México en los eventos deportivos internacionales, y promoverá la celebración de los mismos en México, autorizando la de los locales; desarrollará una acción más intensa entre las clases obreras y campesinas, estableciendo centros de cultura populares; formará los comités locales que sean necesarios en la República, y organizará, prestándole ayuda moral y material, la Confederación Deportiva Mexicana, como instituto nacional.

- La Confederación Deportiva Mexicana se integrará por representantes de todas las agrupaciones deportivas oficiales, federales y particulares, y será el organismo privado en que podrán congregarse todos los deportistas aficionados del país; distribuirá entre estos las reglas aprobadas para los deportes y juegos.

El primer presidente del organismo fue Lamberto Álvarez Gayou.
Además, por elección, se integraron los primeros comités organizadores de las federaciones nacionales:
En atletismo fueron elegidos el maestro Rosendo Arnáiz, Juan Medrano y Alfonso Rojo de la Vega, en tanto en la rama femenil, María Uribe Jasso, Cecilia Tovar y Emma Pérez de León; en béisbol eligieron a Genaro Casas, Ernesto Carmona y Ramón Díaz; en baloncesto, a Roberto Rojo de la Vega, Federico Juncal y Antonio Guerrero; en boliche, a Pedro Rocha, Francisco Lona y William Stanley; en boxeo, a Carlos Gómez Scalan, Salvador Esperón y Jorge Costas; en caza y pesca, a Ignacio Morelos Zaragoza, Jesús Alemán y Miguel Sarmiento; en charros, a Jesús Estrada, Manuel Efrén Razo y Crisóforo Peralta; en ciclismo, a Manuel Tovar, Fernando Gaisman y Allan Kerriu; en equitación, a Gustavo Salas, Benjamín Zurita y Rodolfo Casillas; en esgrima y tiro, a Tirso Hernández, Gustavo Salinas y Miguel Díaz de la Vega; en exploradores, a José Ramírez, Antonio Lazcano y Francisco Soto; en fútbol, a Antonio Correa, Benito Contreras y Eduardo Rodríguez; en fútbol americano, a José Martínez Zorrilla, Gonzalo Cordero y Leopoldo Noriega; en frontón, a Pedro Suinaga, Juan Vega y Alfredo Serralde; en gimnasia, a Miguel Cárdenas, Rafael Elguero y Juan Icaza; en natación, a Francisco José Álvarez, Arnaldo Bracamontes y Manuel Aguilar; en patines, a Rosendo Arnáiz, Raúl Nocedal y Manuel García; en softbol, a Juan Snyder, Raúl Contreras y Leopoldo Fonseca; en polo, a Joaquín Amaro, Juan Azcárate y Miguel Campero; en tenis, a Eduardo Mestre, Francisco Silva y Fernando Molina Font; en voleibol, a Leoncio Ochoa, Alfredo Ramos y Enrique Zapata; en regatas, a Antonio Castillo, José Cosío y Tomás Phillips; en bádminton, a Ralph Smith, Félix Cano y Mario Ricas, y por los árbitros, los representantes fueron Agustín González, Germán Núñez, Roberto Sánchez Lima y Manuel Gutiérrez.

## Consejo Directivo 2021-2025
- Francisco Cabezas Gutiérrez

Presidente
- Miguel Calzada Mercado

Vicepresidente
- Jorge Castro Rea

Secretario
- Federico Serna Altamirano

Tesorero
- Ana Claudia Collado García

Comisario 
- Oralia Margarita Vázquez Coutiño

Representante Jurídico
- Adrián Teyechea Garza

Vocal Federativo